# Псевдамфистомоз
Псевдамфистомоз (pseudamphistomosis) — паразитарное заболевание животных и редко человека, гельминтоз из группы трематодозов.
Возбудитель — трематода Pseudamphistomum truncatum (семейство Opisthorchidae). Первые хозяева паразита — моллюски рода Bithynia. Дополнительный хозяин — рыбы семейства карповых, в мускулатуре которых паразитируют метацеркарии паразита. Окончательные хозяева — те же млекопитающие (лисицы, кошки и др.), которые поражаются при описторхозе, в том числе и человек.
Случаи заболевания псевдамфистомозом у человека зарегистрирован в бассейнах рек Дона и Волги.
Половозрелые паразиты локализуются в желчных ходах печени. Длина паразита — 1,65-2,5 мм, ширина — 0,8-1,00 мм. Человек заражается при поедании сырой заражённой рыбы.
Данный гельминтоз наносит вред хозяйству: у промысловых рыб метацеркарии паразита вызывают перерождение и атрофию мышечных волокон, что способствует разрастанию соединительной ткани, что ведёт к ухудшению качества мяса. У домашних животных паразиты вызывают расстройство деятельности пищеварительного тракта, желтушность слизистых оболочек, животные истощены. В звероводческих хозяйствах, где зверей кормят сырой рыбой, отмечались случаи гибели животных.